# Cynorta simplex
Cynorta simplex is een hooiwagen uit de familie Cosmetidae.